# Liebre (jeroglífico)
| E34 |

| E34 |

En el Antiguo Egipto el jeroglífico de una liebre es una representación gráfica de las liebres del desierto de Egipto. Los antiguos egipcios utilizaron el nombre del sejat para la liebre.
| E34 · N35 |

| E34 · N35 |

| E34 · N35 · N35 |

| E34 · N35 · N35 |

Como jeroglífico del sonido «un», o «unen» es el ideograma el verbo “ser”, o “existir” y significa “está”, “es”, “era”, etc. También se encuentra en el nombre del faraón Unis, en sus famosos Textos de las Pirámides, donde usa dicho jeroglífico.

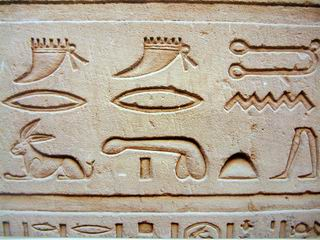
Jeroglífico de la liebre (lectura de izquierda a derecha).
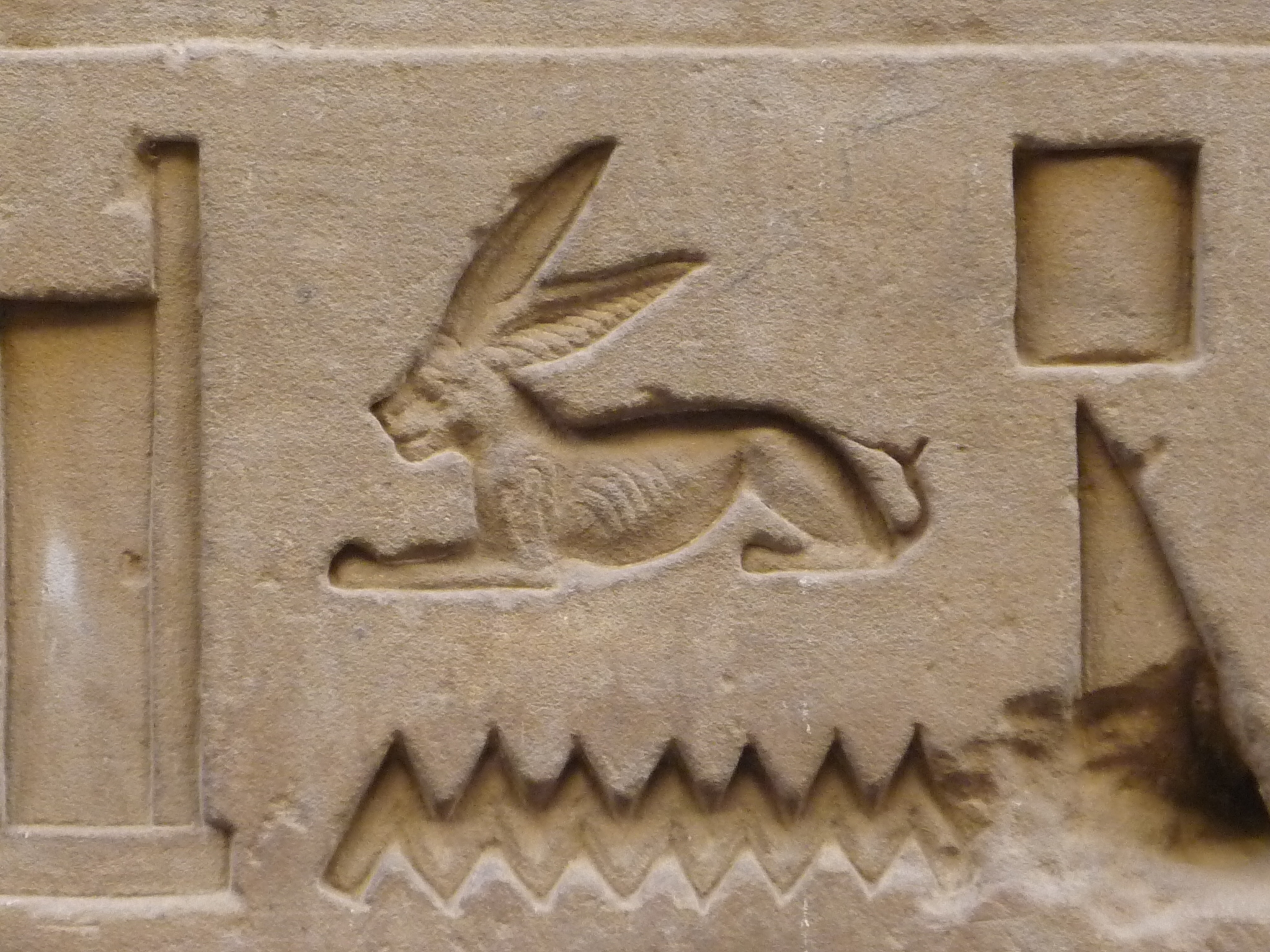
Detalle de liebre sobre el jeroglífico del agua (una ondulación)
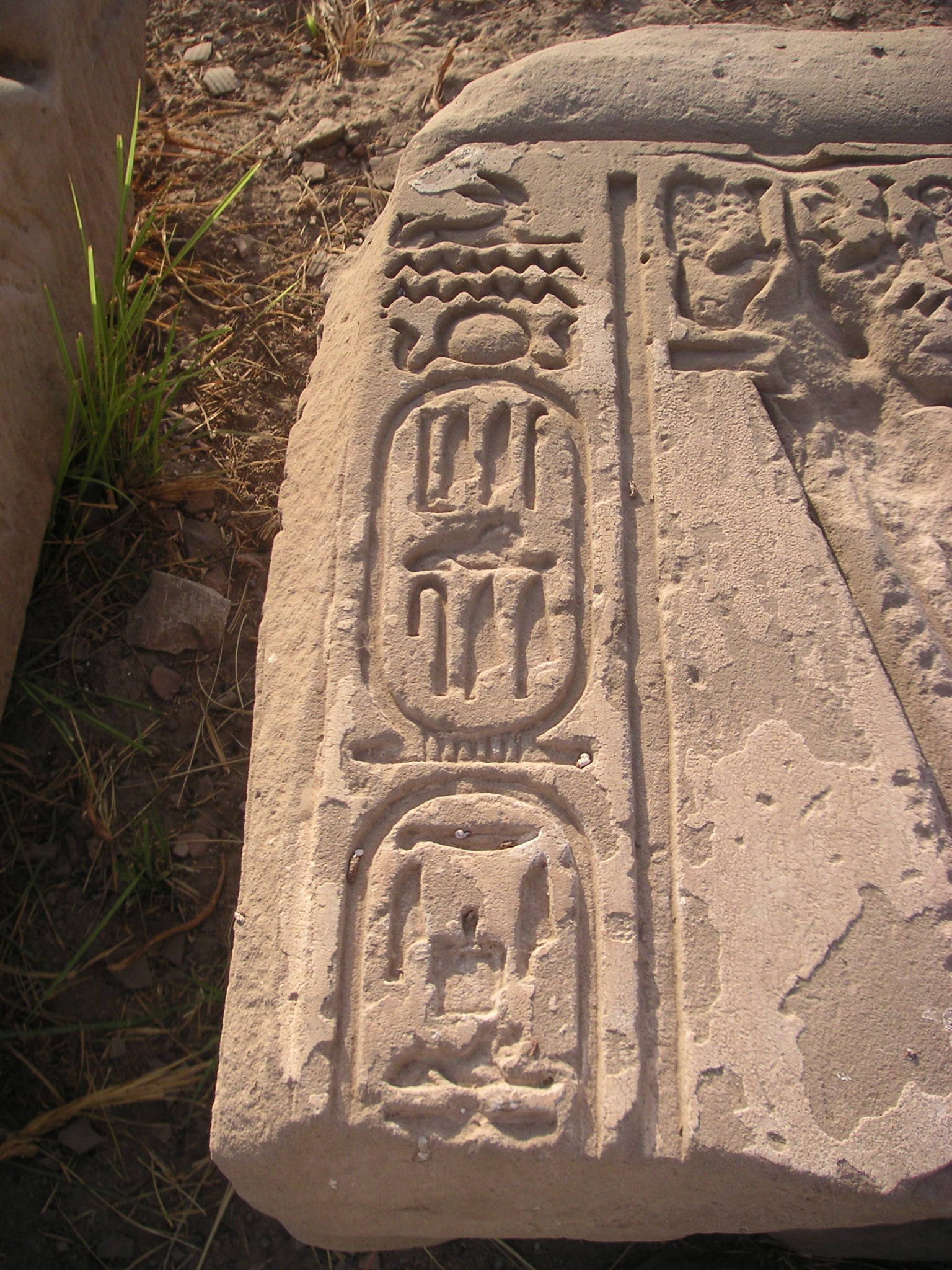
Jeroglífico de la liebre sobre las del agua (dos ondulaciones)